# Ахметов, Фриль Мирзанурович
Фриль Мирзанурович Ахметов (7 января 1952 год, Кзыл-Тюбяк Мензелинский район Республика Татарстан) — Заслуженный строитель Российской федерации, Заслуженный строитель Республики Татарстан, заслуженный тренер Республики Татарстан, заслуженный мастер спорта Республики Татарстан, почетный гражданин города Набережные Челны.

## Биография
Фриль Ахметов родился в 1952 году в деревне Кзыл-Тюбяк Мензелинского района Республики Татарстан. В детстве увлекался состязаниями по курэше. Постепенно стал регулярно заниматься этим видом спорта.
С 1967 по 1971 год учился в Мензелинском педагогическом училище.
Во время учебы в педагогическом училище занимался бегом, поднимал штангу, бегал на лыжах и уделял занятие гимнастики. Изучал новые приемы курэша. На третьем курсе стал вести уроки физкультуры.
С 1971 по 1976 год Фриль Ахметов получал высшее образование в Казанском инженерно-строительном институте по специальности инженер-строитель.
Во время учебы стал заниматься вольной борьбой. Стал мастером спорта СССР. В 1975 году победил на чемпионате России по курэше. Занял первое место на всесоюзном мемориале Героя Советского Союза Ивана Кабушкина, стал призером всесоюзных турниров, которые проходили в Калининграде и Санкт-Петербурге. Организовал Федерацию по национальным видам спорта и секции борьбы в Набережных Челнах. Был наставником для Марата Галиева, Ришата Шарипова, Ракипа Хамитова, Тагира Курганова, Хамита Валиева, Георгия Петрова. Был тренером у Тахира Бурганова. У него занимался Сергей Шашурин, который впоследствии стал известным предпринимателем и Рустем Сультеев — первый заместитель гендиректора ТАИФа .
Окончив обучение в университете, получил распределение в Набережные Челны, стал там работать мастером в управлении строительства «Автозаводстрой» ПО «Камгэсэнергострой». В 1978 году проходил первый чемпионат Набережных Челнов по курэше, на котором Фриль Ахметов стал одним из первых батыров КамАЗА в легком весе.
Доцент, кандидат наук Набережночелнинского института (филиала) КФУ.
В течение 15 лет Фриль Ахметов возглавлял Главное управление капитального строительства администрации города Набережные Челны. Работал заместителем главы администрации.
Ракип Хамитов, который завоевывал звание абсолютного батыра Сабантуев автограда, выигрывал на чемпионатах России и Казани, говорил, что именно Фриль Ахметов был тем человеком, который помог выбрать ему правильное занятие в жизни и дать правильное направление.
Работал прорабом, затем руководителем главного управления капитального строительства города. Стал заместителем главы администрации — главой департамента инвестиций, архитектуры, строительства и экологии Набережных Челнов. В 2000 году назначен на должность первого заместителя министра строительства, архитектуры и ЖКХ Республики Татарстан. Был депутатом Верховного Совета Республики Татарстан в 1990—1995 годах. Избирался депутатом Госсовета РТ в 1995-2000 гг; 2000-2004 гг. В 2002 году был заместителем депутатской комиссии по бюджетно-финансовым вопросам на постоянной основе.

## Награды и звания
- Заслуженный строитель Российской Федерации
- Заслуженный строитель Республики Татарстан
- Мастер спорта РСФСР по национальной борьбе (1975 год)[4]
- Чемпион РСФСР (1975 год)[4]
- Мастер спорта СССР по вольной борьбе (1978 год)[4]
- Абсолютный батыр Мензелинского районного сабантуя (1978 год)[4]
- Почетный гражданин города Набережные Челны (2002 год)[1]
- Заслуженный мастер спорта Республики Татарстан [5]
- Заслуженный тренер Республики Татарстан [2][4]
- Почетный золотой знак Федерации «Курэш» Республики Татарстан[3]
- Медаль «За доблестный труд» (2012 год)[1]
- Медаль ордена «За заслуги перед Республикой Татарстан »[1]